# Solr
Solr (произносится «солар») — платформа полнотекстового поиска с открытым исходным кодом, основанная на проекте Apache Lucene. Её основные возможности: полнотекстовый поиск, подсветка результатов, фасетный поиск, динамическая кластеризация, интеграция с базами данных, обработка документов со сложным форматом (например, Word, PDF). Так как в Solr есть возможность распределенного поиска и репликации, Solr хорошо масштабируем. По состоянию на май 2016 года Solr является вторым по популярности поисковым движком.
Solr написан на Java и запускается как отдельное веб-приложение полнотекстового поиска (начиная с версии 5.0 запускается, как самостоятельное приложение, а не внутри какого-либо контейнера сервлетов). Solr использует Lucene в качестве основы для реализации индексации и поиска. У Solr есть HTTP/XML и JSON API, что делает возможным использовать Solr из всех популярных языков программирования. Также Solr можно очень гибко настраивать и подключать к нему внешние модули.
С момента слияния двух проектов в 2010 году — Lucene и Solr — они оба делаются одной и той же командой из Apache Software Foundation, так что часто на эти продукты ссылаются как Lucene/Solr или Solr/Lucene.
Основные возможности:
- фасетный поиск
- подсветка результатов поиска
- язык запросов поддерживает структурный поиск так же хорошо, как и поиск по тексту
- множество форматов взаимодействия поверх HTTP, включая JSON, XML, CSV, бинарные форматы, а также множество библиотек для других языков программирования
- веб-интерфейс для администрирования
- репликация — это позволяет увеличить скорость обработки запросов
- поиск в данных, распределённых на множество узлов — это позволяет увеличить объём данных для поиска
- кластеризация результатов поиска, основанная на Carrot2
- расширяемость за счёт подключаемых модулей (плагинов)
- гибкое управление релевантностью
- кэширование запросов, фильтров и документов
- геопространственный поиск
- автоматическое управление большими кластерами с использованием ZooKeeper

## История
Solr был создан в 2004 году Йоником Сили (Yonik Seeley) в CNET Networks как внутренний проект для поиска по сайту компании. Затем Йоник Сили наряду с Грантом Инджерсоллом (Grant Ingersoll) и Эриком Хатчером (Erik Hatcher) создали компанию LucidWorks, оказывающую коммерческую поддержку и обучение Apache Solr’у.
В январе 2006 года CNET Networks решила открыть исходный код, передав его в ASF как проект, основанный на Lucene. Как и любой проект в ASF, Solr вошёл в инкубационный период, в течение которого решались организационные, правовые и финансовые вопросы.
В январе 2007 года Solr был выведен из инкубационного статуса и стал стабильно расти, привлекая сильное сообщество пользователей, разработчиков и спонсоров. Хотя это был довольно новый проект, Solr уже использовался в нескольких высоконагруженных веб-сайтах.
В сентябре 2008 года состоялся выпуск Solr версии 1.3, включающий в себя многие улучшения, например возможность распределенного поиска и оптимизация производительности.
В ноябре 2009 года состоялся выпуск Solr версии 1.4, включающий в себя оптимизации индексирования, полнотекстового и фасетного поиска, улучшена обработка документов со сложным форматом (PDF, Word, HTML), улучшена кластеризация результатов поиска, основанная на Carrot2, улучшена интеграция с базами данных.
В марте 2010 года проекты Lucene и Solr были слиты в один. Теперь оба продукта совместно разрабатываются одной командой разработчиков.
В 2011 году была изменена схема версионирования Solr’а. С этого момента версия Solr соответствует версии Lucene: после версии 1.4 следующей версией стала 3.1.
В октябре 2012 года выпущена версия Solr 4.0, включающую функции для работы в облаке — SolrCloud.
В феврале 2015 года вышла версия 5.0.0, 20 сентября 2017 года — 7.0.0, в июне 2022 года — 9.0.0